# Kristotomus laetus
Kristotomus laetus är en stekelart som först beskrevs av Johann Ludwig Christian Gravenhorst 1829.  Kristotomus laetus ingår i släktet Kristotomus och familjen brokparasitsteklar. Arten är reproducerande i Sverige. Utöver nominatformen finns också underarten K. l. orientalis.